# Jean-François Chalgrin

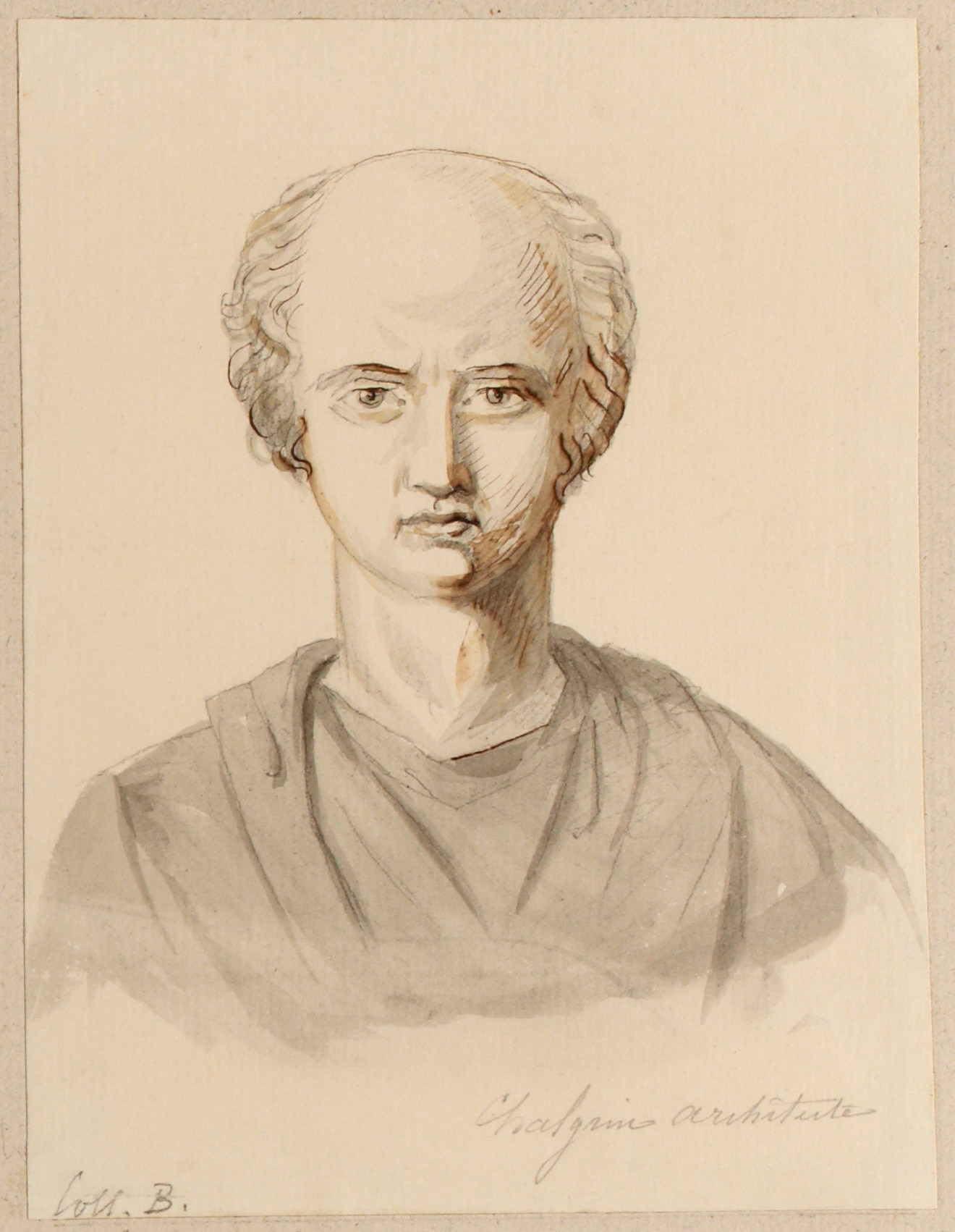
Jean-François Chalgrin

Jean-François-Thérèse Chalgrin (* 1739 in Paris; † 21. Januar 1811 ebenda) war ein französischer Architekt. Er ist dem Klassizismus (frz.: Neoclassicisme) zuzuordnen.

## Leben
Chalgrin wurde im Jahr 1758 mit dem Prix de Rome ausgezeichnet und lebte als Schüler Giovanni Servandonis von November 1759 bis Mai 1763 in Rom. Er stand in der Gunst des Herzogs von Choiseul und des Grafen von Saint-Florentin und wurde 1775 zum ersten Architekten und Bauintendanten des Grafen von Provence, des jüngeren Bruders Ludwigs XVI. ernannt.
Im Jahr 1764 entwarf er die Pläne seines gelungensten Werkes, der Kirche Saint-Philippe-du-Roule (1774–1784).
Nachdem der Giebel der Kirche St-Sulpice de Paris von einem Blitzschlag getroffen worden war, erhielt er im Jahr 1777 den Auftrag, die Fassade zu restaurieren. Er ersetzte den beschädigten Giebel durch die noch vorhandene Balustrade, errichtete den nördlichen Fassadenturm (1777–1780) und schuf im Inneren der Kirche das monumentale Orgelgehäuse.
Nach der Französischen Revolution wurde er mit dem Umbau des Palais du Luxembourg zum Sitz des Direktoriums beauftragt.
Napoléon I. erteilte ihm 1806 den Auftrag zur Errichtung des Triumphbogens der Place de l’Étoile zu Ehren seiner Grande Armée, für den der Architekt die Pläne entwarf.
Jean-François Chalgrin starb kurz nach Baubeginn des Triumphbogens am 21. Januar 1811 in Paris.
Er hatte im Jahr 1776 Marguerite Émilie Vernet, Tochter des Malers Claude Joseph Vernet geheiratet, die ihm eine Tochter namens Louise-Josèphe Chalgrin (1777–1794) gebar.

## Auszeichnungen
- 1758: Prix de Rome
- 1775: erster Architekt und Bauintendant des Grafen von Provence, Bruder Ludwigs XVI.
- 1799: Mitglied der Académie des beaux-arts, 3. Sektion (Architektur), Sitz V, als Nachfolger von Charles de Wailly.

## Bauwerke (Auswahl)
- 1767–1769: Hôtel Saint-Florentin (oder Hôtel Talleyrand-Périgord), für den Grafen von Saint-Florentin (Paris, 2 rue Saint-Florentin)
- 1767–1770: Hôtel de Mademoiselle de Luzy (Paris, rue Férou)
- 1774–1780: Vergrößerung des Collège de France (Paris, rue des Écoles)
- ????–1775: Umbau des von Claude Nicolas Ledoux für Madame du Barry errichteten und von dem Grafen von Provence erworbenen Wohnhauses (Versailles)
- 1777–1780: Restaurierung der Fassade und Bau des nördlichen Fassadenturms der Kirche St-Sulpice de Paris
- ????–1778: Jagdpavillon Rendez-vous de chasse de la Faisanderie für den Grafen von Provence (Étiolles),
- ????–1778: Chapelle du Saint-Esprit (Paris, rue Lhomond)
- ????–1780: Musikpavillon für die Gräfin der Provence, Maria Josepha von Savoyen, (Versailles, 111 avenue de Paris)
- 1774–1784: Kirche St. Philippe-du-Roule (Paris)
- ????–1785: Pavillon und englischer Garten im Parc Balbi (Versailles, 1798 zerstört)
- 1799–1805: Umbau des Palais du Luxembourg, davon erhalten sind die Ehrentreppe und der Salon des Messagers d’État (Paris)
- 1806–1811: Triumphbogen des Place de l’Étoile (Paris)
- ????–1807: Restaurierung des Théâtre de l’Odéon (Paris)